# 甲賀市立伴谷東小学校
甲賀市立伴谷東小学校（こうかしりつ ばんたにひがししょうがっこう）は、滋賀県甲賀市にある市立の小学校。

## 所在地
- 滋賀県甲賀市水口町山774番地[1]

## 沿革
- 平成15年4月 - 大規模校解消のため伴谷小学校の学区から分離し、水口町立伴谷東小学校が設立[2]
- 平成16年10月1日 - 市町村合併により甲賀市立伴谷東小学校に改称

## 校区
この小学校の校区は以下の通り。
水口町山の一部(桜ケ丘、第四水口台)

## 学校教育目標

### 教育目標
- 心豊かで生涯にわたり学び続けるたくましい児童の育成[4]

### 学校経営方針【笑顔あふれる学校】
- 命を愛し、子どもの命が輝く学校
- 地域に開かれたつながりのある学校
- 安全で安心できる学校

## 学校の特徴
- 夢のあるふるさと学習[5]。
- 豊かな心を育む活動
- 学力と体力の向上を図る活動
- 地域とともに歩むコミュニティーづくりをめざす活動
- 子どもの自主性を育てる児童会活動